# E. H. Carr
Edward Hallett Carr CBE (Londres, 28 de junho de 1892 - 3 de novembro de 1982) foi um historiador, jornalista e teórico das relações internacionais britânico, e um opositor ao empirismo na historiografia.
Como intelectual, Carr ficou conhecido por seu trabalho sobre a história da União Soviética, desde 1917 a 1929 e por seus trabalhos no campo das Relações Internacionais cujo principal texto foi "The Twenty Years' Crisis: 1919-1939: An Introduction to the Study of International Relations" e, também, pelo livro What Is History?, de 1961, em que estabeleceu princípios historiográficos radicais que rejeitavam as práticas e métodos históricos tradicionais. Educado em Cambridge, Carr começou sua carreira como diplomata, em 1916. Cada vez mais preocupado com o estudo das relações internacionais e da União Soviética, deixou o Foreign Office em 1936 para começar uma carreira acadêmica. De 1941 a 1946, trabalhou como editor assistente no London Times, onde ficou célebre pelos editoriais de esquerda, que escrevia exortando um sistema socialista e uma aliança anglo-soviética como base para a nova ordem do pós-guerra. Posteriormente, trabalhou em um enorme trabalho de catorze volumes sobre história soviética.

## Biografia

### Primeira fase
Carr nasceu em uma família de classe média de Londres, e foi educado na Merchant Taylors' School, de Londres, e no Trinity College, de Cambridge, onde foi agraciado com um diploma de primeira classe em estudos clássicos, em 1916. Os  pais de Carr, Francis Parker e Jesse (neé Hallet) Carr, eram inicialmente conservadores, mas passaram a apoiar os liberais em 1903, na discussão do livre comércio. Quando Sir Joseph Chamberlain declarou sua oposição ao livre comércio, e anunciou-se a favor da Preferência Imperial, o pai de Carr, que abominava todos os impostos, mudou sua posição política. Carr descreveu assim a atmosfera na Merchant Taylors School:
| “ | ...95% de meus colegas vinham de lares ortodoxos conservadores, e enxergavam em Lloyd George a encarnação do diabo. Nós liberais éramos uma ínfima minoria desprezada. | ” |

Como graduado de Cambridge, Carr ficou muito impressionado com uma palestra de seu professor sobre como a Guerra do Peloponeso influenciou Heródoto na composição das Histórias. Carr descobriu que essa era uma grande descoberta da subjetividade do trabalho do historiador.

### Carreira como diplomata e acadêmico de Relações Internacionais
Como muitos de sua geração, Carr descobriu que a Primeira Guerra Mundial foi uma experiência de ruptura, que destruiu o mundo que ele conhecera antes de 1914. Carr descobriu que essa era uma grande descoberta da subjetividade do trabalho do historiador. Mais tarde, escreveria que o mundo pré-1914 era:
| “ | ...sólido e estável. Os preços não sofriam alterações. Salários, quando mudavam, eram para cima... Era um bom lugar, e estava ficando melhor. Este país estava sendo guiado na direcção certa. Sem dúvida, havia os abusos, mas eles seriam ou estavam sendo cuidados. | ” |

Dispensado do serviço militar por razões médicas, ingressou no Ministério das Relações Exteriores britânico (o Foreign and Commonwealth Office) em 1916, que deixaria somente em 1936. Inicialmente, foi designado para o Departamento de Contrabando, que tentava impor um bloqueio sobre a Alemanha e, em seguida, em 1917 foi transferido para o Departamento do Norte, que entre outros assuntos abordava as relações com a Rússia. No início, Carr nada sabia sobre os bolcheviques, como diria depois:
| “ | Eu tinha uma vaga impressão dos pontos de vista revolucionários de Lênin e Trotsky, mas não sabia nada sobre o marxismo; provavelmente nunca tinha ouvido falar de Marx | ” |

Em 1919, estava convencido de que os bolcheviquess estavam destinados a conquistar a Guerra Civil Russa, e aprovava a oposição do Primeiro Ministro David Lloyd George aos ideais antibolcheviques do Secretário da Guerra Winston Churchill sob o fundamento da Realpolitik. Na opinião de Carr, o apoio de Churchill ao Movimento Branco era loucura já que a Rússia se destinava a ser uma grande potência, mais uma vez sob a liderança dos bolcheviques, e era tolice para a Grã-Bretanha apoiar o lado perdedor da Guerra Civil Russa. Carr posteriormente escreveria que na primavera de 1919 que "ficou desapontado quando ele [Lloyd George] cedeu (em parte) sobre a questão russa, a fim de conseguir o consentimento francês para concessões à Alemanha na Alta Silésia, Danzigue e reparações.
Em 1919, Carr fez parte da delegação britânica na Conferência de Paz de Paris e participou da elaboração de partes do Tratado de Versalhes relacionadas à Liga das Nações. Durante a conferência de paz, Carr ficou muito ofendido com o tratado dado aos alemães pelos Aliados, especialmente pelos franceses, chegando a escrever que a delegação alemã fora "enganada sobre os Quatorze Pontos, e submetida a humilhações mesquinhas".
Além de trabalhar sobre as seções do Tratado de Versalhes sobre a Liga das Nações, Carr também foi envolvido na elaboração das fronteiras entre a Alemanha e o recém-ressurgido estado da Polônia. Inicialmente, Carr defendia a Polônia, insistindo, em uma nota de fevereiro de 1919, que a Grã-Bretanha reconhecesse a Polônia de uma vez, e que a cidade alemã de Danzigue (atual Gdańsk, Polônia) fosse cedida àquele país. Até a primavera de 1919, as relações de Carr com a delegação polonesa tinham se transformado em um estado de hostilidade mútua A tendência de Carr em favorecer as reivindicações dos alemães, às expensas do poloneses levou o historiador britânico Adam Zamoyski a notar que Carr "...se apoiava em opiniões da mais extraordinária arrogância racial sobre todas as nações da Europa Oriental" Como resultado de seus pontos de vista germanófilos e polonofóbicos, Carr apoiou as reivindicações territoriais do Reich contra a Polônia. Em uma carta escrita em 1954 a seu amigo, Isaac Deutscher, Carr descrevia sua atitude com relação à Polônia, no momento: "Este foi o período de Kofanty, Żeligowski e das disputas em Teschen e Galícia Oriental, sem mencionar a campanha de 1920. A imagem estabelecida pela Polônia em toda a Europa Oriental de 1925 era a de uma potência forte e potencialmente predatória"